# Bajonetligging

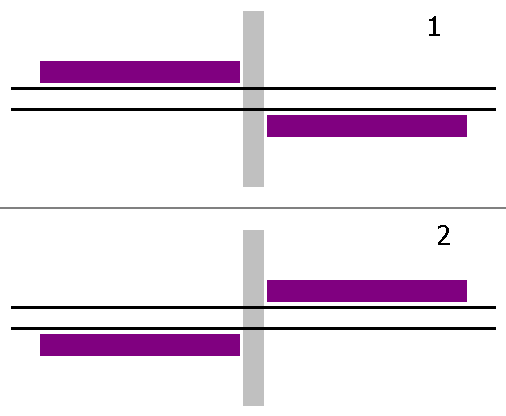
Schematische weergave van perrons in bajonetligging (de afbeelding veronderstelt dat de treinen rechts rijden); boven perrons ná de kruising, onder perrons vóór de kruising

Bajonetligging is een term die wordt gebruikt om een bepaalde plaatsing van haltes en perrons aan te duiden. De term geeft aan dat ze verspringend liggen, schuin tegenover elkaar. Veelal liggen ze aan weerszijden van een spoorwegovergang of kruising, maar de keuze voor de verspringende ligging kan bijvoorbeeld ook gemaakt wegens ruimtegebrek of om de loopafstanden voor passagiers te verkleinen.
De term verwijst naar de bajonet die ook verspringend staat ten opzichte van de loop van een geweer.

## Bus en tram

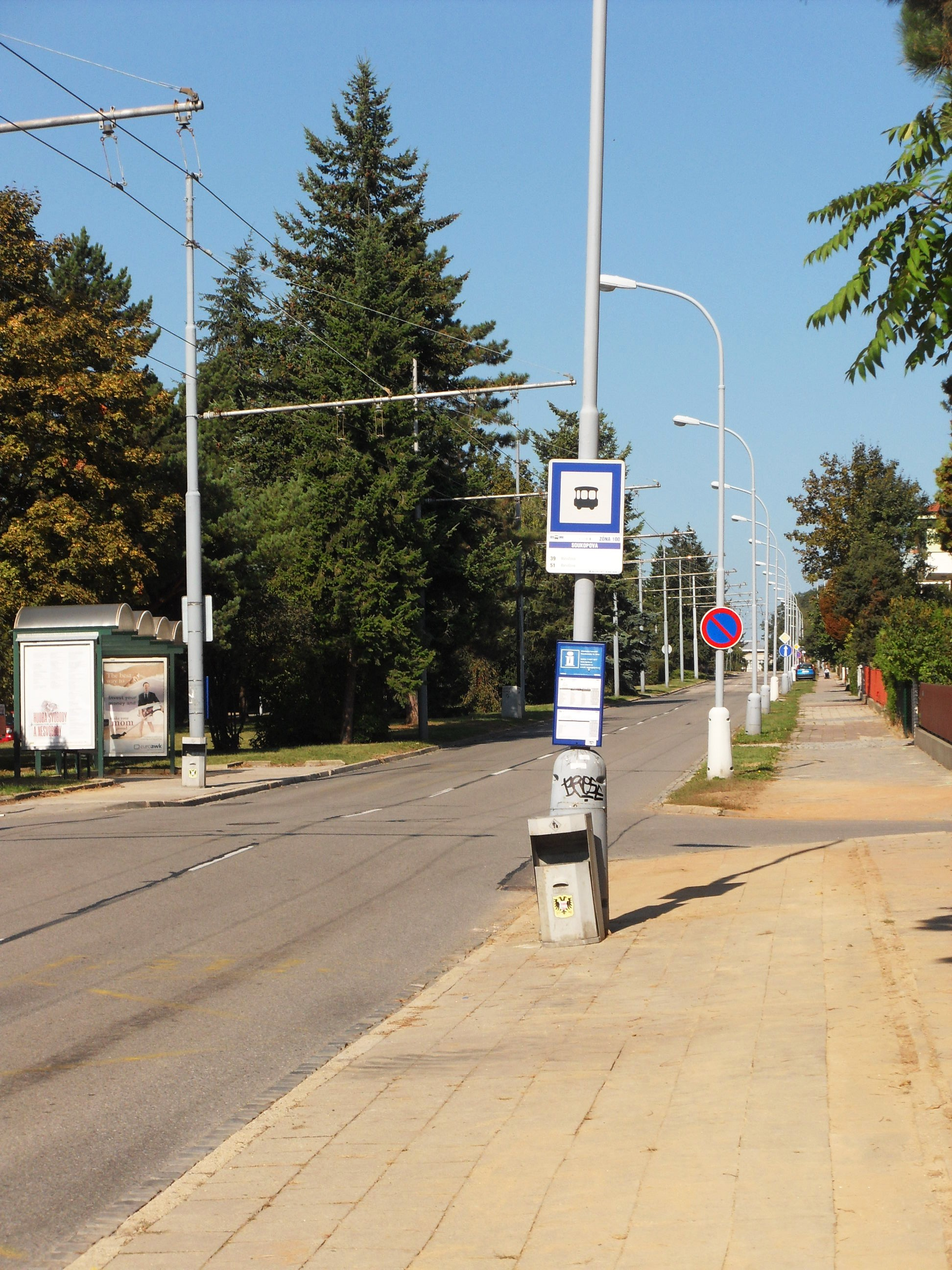
Trolleybushalte in Brno (Tsjechië), 2011

De bajonetligging wordt voornamelijk toegepast bij bus- en tramhaltes, waarbij het voor de dienstregeling gunstig is als de perrons vóór een kruising of kruispunt liggen, zodat de haltetijd samen kan vallen met de wachttijd voor een verkeerslicht. Voor kruisend verkeer is het echter lastig te beoordelen of een bus voorrang moet krijgen als die voor een kruising afremt of tot stilstand komt. Het inpassen van haltes na de kruising is ook vaak eenvoudiger. Zo is de aanrijkant van een kruising vaak verbreed door voorsorteervakken, zodat daar minder ruimte is.  Ook kan het lastig zijn als een bus vanaf de halte linksaf moet slaan over de voorsorteervakken heen. Een aparte busbaan kan deze bezwaren ondervangen.
Een ander voordeel van een halte voorbij een kruising is, dat passagiers achter de tram of bus oversteken, wat veiliger is dan  voorlangs.

## Spoorweg
Gebruikelijk is, dat de perrons na de overweg liggen, wat een belangrijk voordeel biedt bij automatisch werkende spoorbomen: die kunnen dan meteen achter de trein weer omhoog. Bij perrons vóór de overweg zouden automatische spoorbomen ruim voor de trein sluiten, en gesloten blijven zolang de trein langs het perron zou staan. Dit probleem kan opgelost worden met een zogenaamde stop-door-schakeling, maar daarvoor is soms een extra bedieningshandeling van de treindienstleider nodig. Ook moeten er aan weerszijden van de overweg spoorwegseinen zijn geplaatst. Dit is het geval bij station Wezep, waar de bajonetligging "verkeerd om" is.
Bij een 'primitievere' onbewaakte overweg of handbediende slagbomen maakt de ligging ten opzichte van de overweg weinig uit, terwijl een meer geavanceerde regeling de huidige bezwaren van de omgekeerde ligging zou kunnen ondervangen. Als er geen overweg in het spel is, zijn de verschillende configuraties gelijkwaardig. Een voorbeeld is station Tilburg Universiteit, waar het perron voor de richting Breda een bajonetligging heeft ten opzichte van het eilandperron, mogelijk vanwege ruimtetekort.

### Nederland

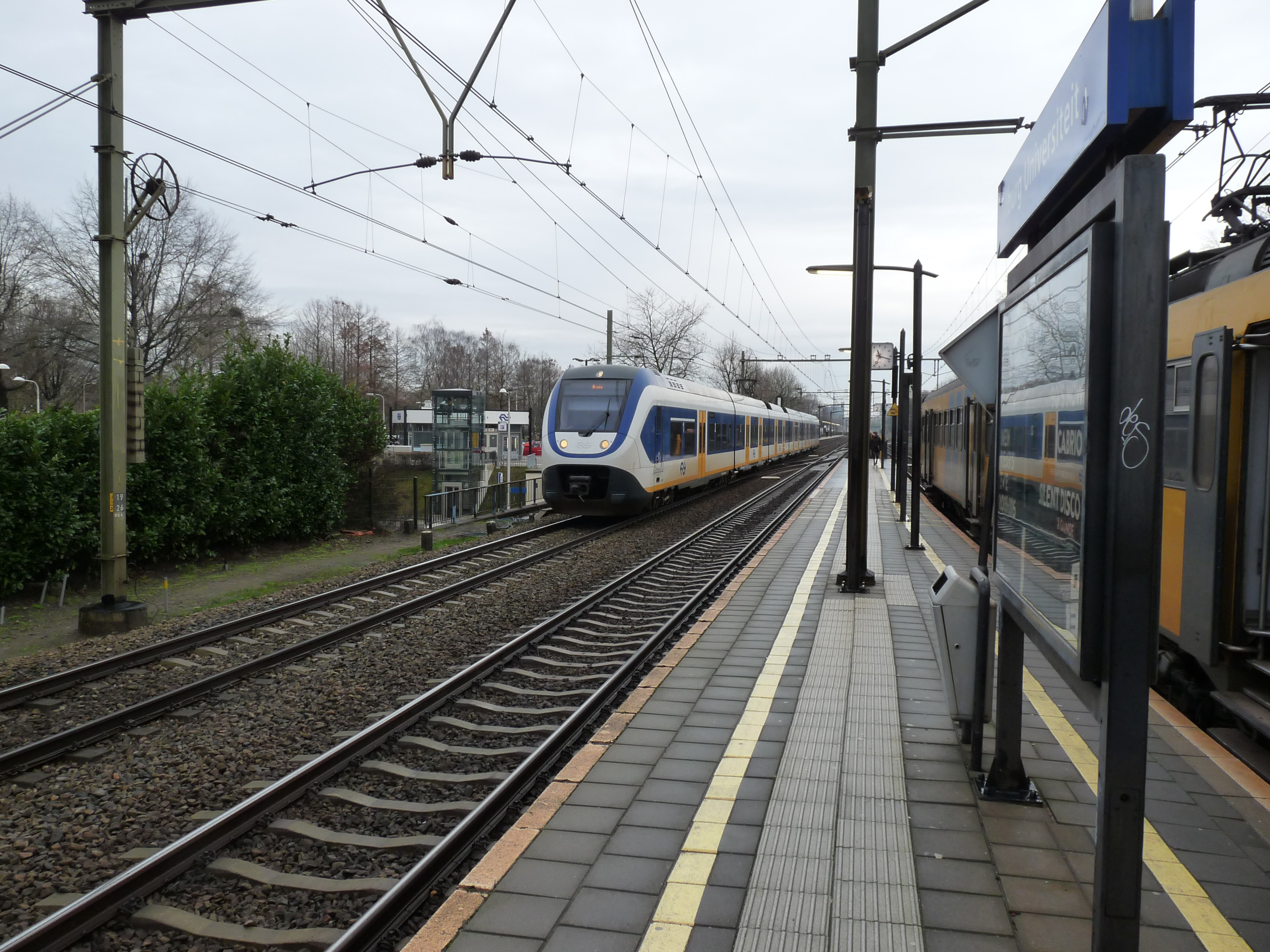
Station Tilburg Universiteit, 2015, gezien vanaf het eilandperron. Links van de treinen is in de verte het stationsgebouw te zien, met het begin van het perron voor Breda.

Naast tram- en bushaltes hebben sommige kleinere spoorwegstations de bajonetopstelling. Enkele voorbeelden zijn de stations Bunde, Klarenbeek, Mook Molenhoek, Goor, Hilversum Sportpark, Hollandsche Rading, Hemmen-Dodewaard, Veenendaal-De Klomp en Rheden, en vier stations aan de spoorlijn Roosendaal - Vlissingen, waaronder Rilland-Bath.
Een Nederlands station met twee perrons in bajonetligging bij een publieke overweg heeft twee OV-chipkaartgebieden. Er zijn in dit geval geen echte nadelen vergeleken met één OV-chipkaartgebied, want er zijn geen toegestane reisroutes waarbij men van het ene naar het andere OV-chipkaartgebied moet, en ook geen voorzieningen waarvoor men bij een tussenstop naar het andere OV-chipkaartgebied zou moeten.
Bij enkelspoor kan één perron volstaan, maar soms wordt er gekozen voor perrons aan weerszijden van een overweg. Vrijwel altijd liggen zulke perrons aan dezelfde kant van het spoor achter elkaar, dus zonder bajonetligging. Dit is in Nederland het geval bij de stations Daarlerveen, Eygelshoven en het in 2016 gesloten Geerdijk.

### België

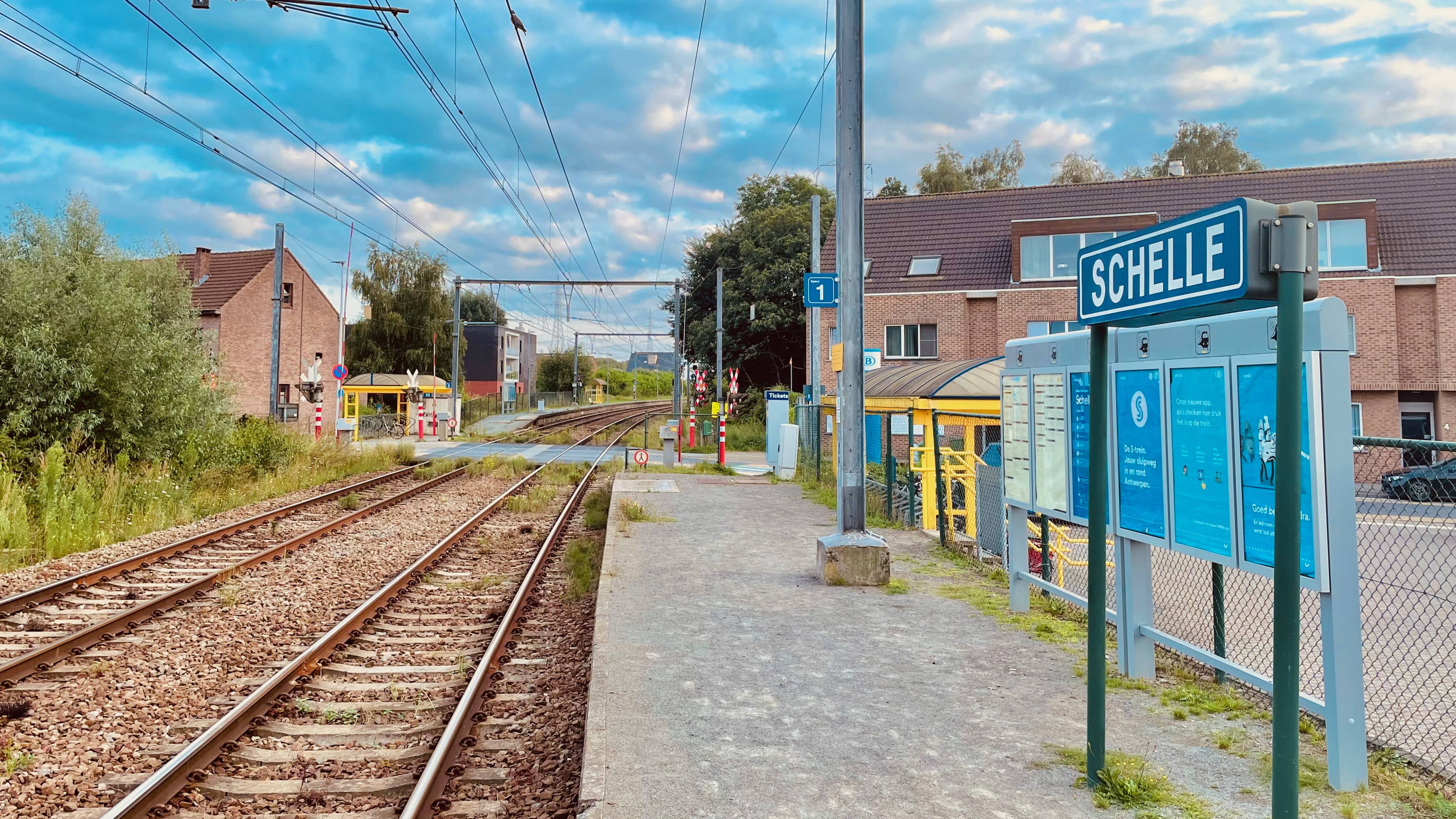
Station Schelle, 2021. Treinen rijden in België links, dus deze perrons hebben de gunstige positie voorbij de overweg.

Verschillende Belgische stopplaatsen gebruiken de bajonetligging, onder andere:
- Alken (sinds 2021)
- Balegem-Dorp
- Balegem-Zuid
- Beervelde
- Boechout
- Bokrijk
- Bouwel
- Dilbeek
- Ede
- Essene-Lombeek
- Evere
- Hansbeke
- Heide
- Heizijde
- Hemiksem
- Hillegem
- Kalmthout
- Kapellen
- Kessel
- Lebbeke
- Malderen
- Melsele
- Mortsel
- Olen
- Scheldewindeke
- Schelle
- Schellebelle
- Terhagen
- Tollembeek
- Zwijndrecht